# エンデバー号の冒険
『エンデバー号の冒険』(原題:"BARRIER REEF")とはグレートバリアリーフを舞台としたオーストラリアのテレビドラマである。　

## 概要
オーストラリアのフォーナー･バリアーPTY製作の、子供向け冒険テレビシリーズでオーストラリアでは、全39話が製作され、1971年に放映された。日本では1971年9月20日から1972年9月24日にかけてNHK総合で37話が放映された。

## あらすじ
オーストラリアの海を舞台に、海洋開発に従事する海洋調査船エンデバー号と、六人の乗組員達の活躍を描く。
ジェットエンジン付きのモーターボートや、小型潜水艇を装備する帆船エンデバー号はオーストラリア東海岸のグレートバリアリーフと呼ばれる大珊瑚礁の海底を舞台に調査に活躍する。

## 登場人物
- テッド・キング - 船長 - 宮部昭夫
- ポール - 海洋科学者
- ジャック - 潜水艇長 - 岸田森
- スティーブ - スキンダイバー - 佐々木功
- キブ - スキンダイバー
- エリザベス -  博士の秘書兼コンピュータ係

## キャスト
- ジョー･ジェームズ
- ケン･ジェームズ
- リチャード・メイクル

## 放映
1971年9月20日～1972年9月24日
- 第1話～第22話 NHK総合 毎週月曜日放映 18時20分～18時45分（25分）カラー作品
- 第23話～第37話 NHK総合 毎週日曜日放映 18時25分～18時49分（24分）カラー作品